# 사이고노쓰보네

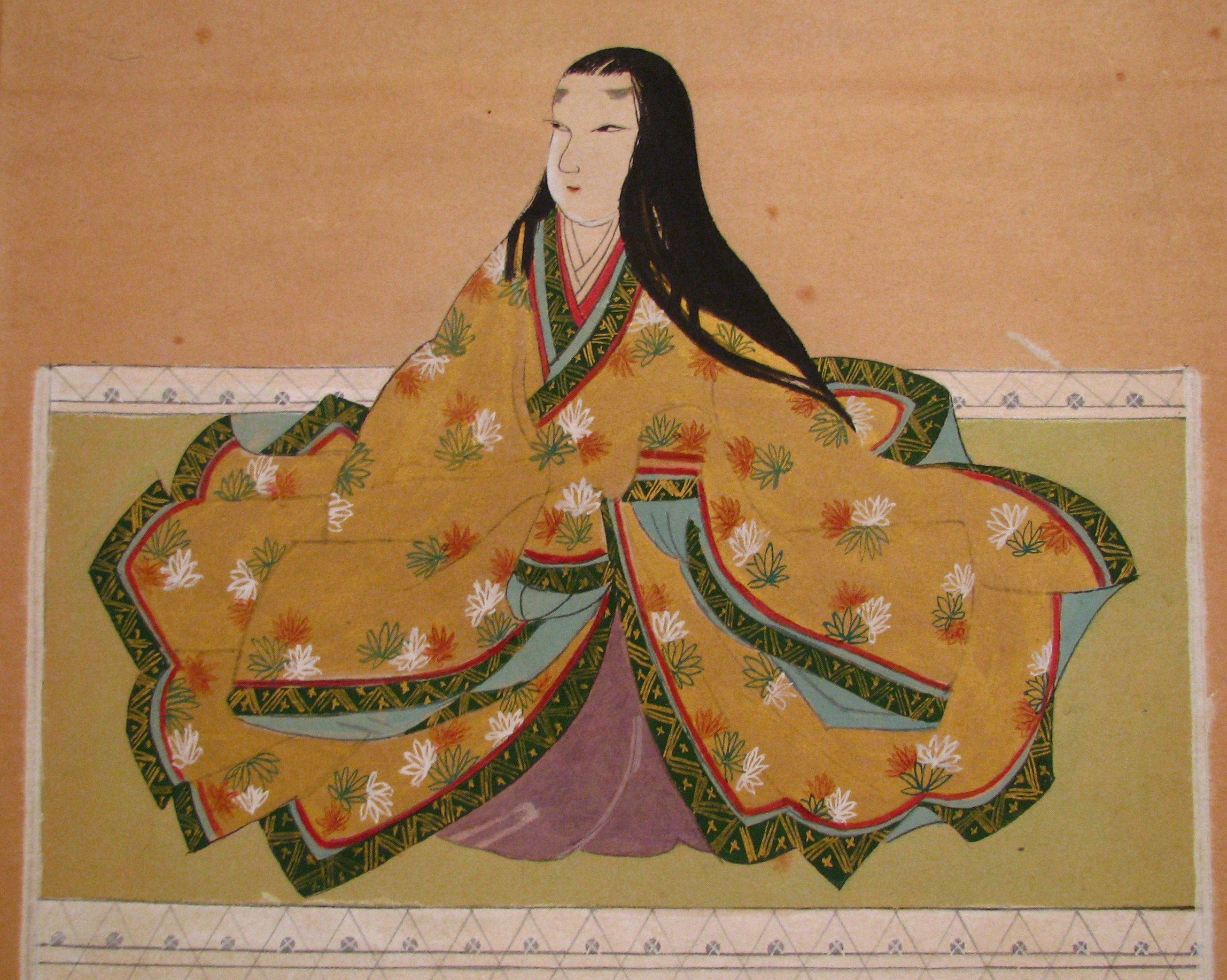
사이고노쓰보네 초상 (호다이인 소장)

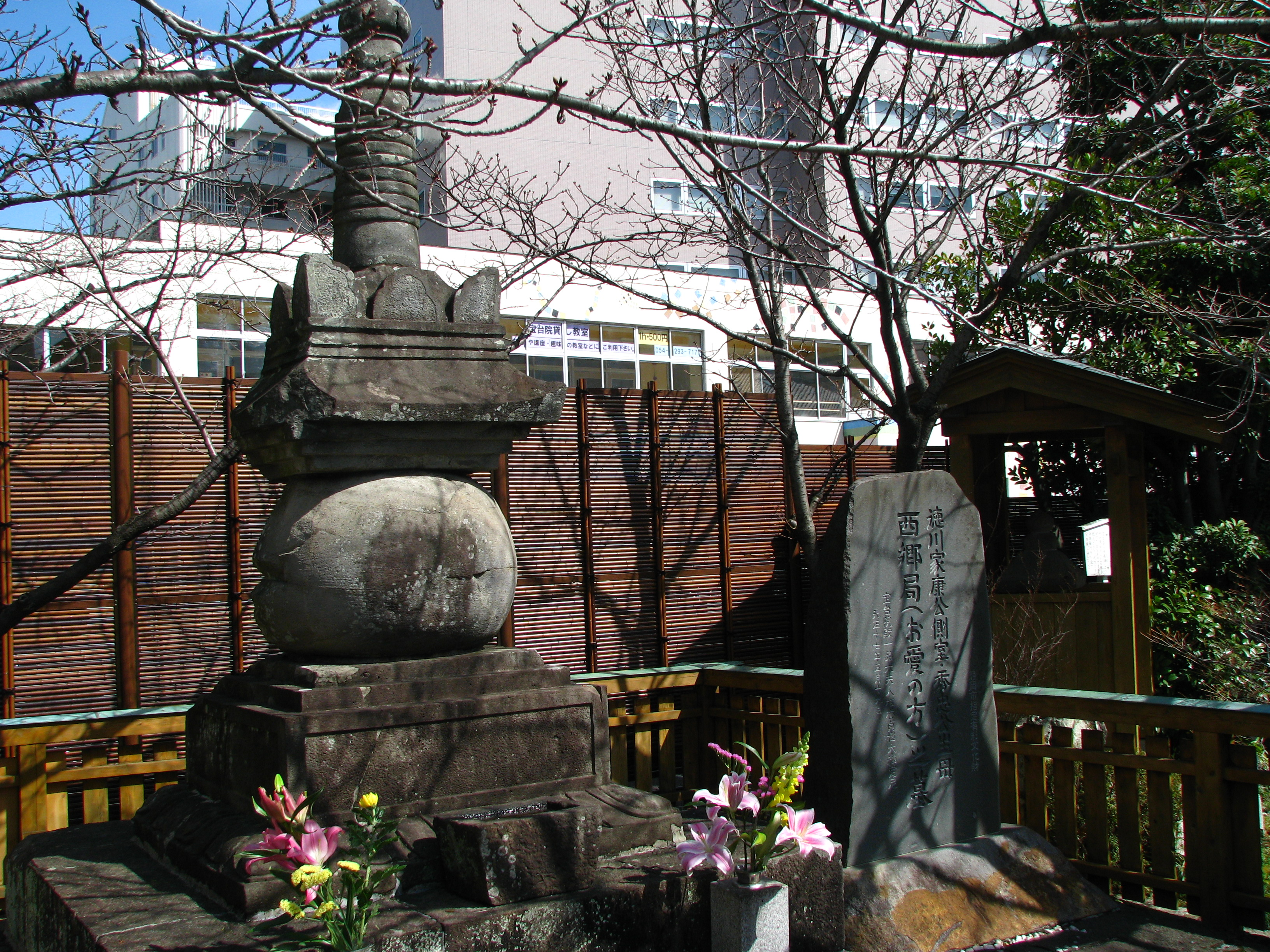
사이고노쓰보네 묘소 (시즈오카현 시즈오카시 아오이구 호다이인)

사이고노쓰보네(일본어: 西郷局 さいごうのつぼね[*], 덴분 21년(1552년) ~ 덴쇼 17년 음력 5월 19일(1589년 7월 1일))는 센고쿠 시대부터 아즈치모모야마 시대까지의 인물로, 에도 막부 초대 쇼군 도쿠가와 이에야스의 측실이자 2대 쇼군 도쿠가와 히데타다, 마쓰다이라 다다요시의 생모이다. 흔히 오아이노가타(お愛の方)이라고도 불린다. 통칭은 아이노 호오(일본어: 愛の方). 도쿠가와 이에야스의 측실이며 원호는 류센인(竜泉院), 호다이인(宝台院)이다.

## 생애
1562년 출생하였다. 부친은 도토미국의 도쓰카 다다하루(戸塚忠春)이며, 모친은 사이고 마사카쓰(西郷正勝, 겐세이 도키씨류 미카와 사이고씨)의 딸이다. 외가인 사이고씨는 규슈 지방의 명문가인 기쿠치씨(菊池氏)의 분가로, 이후 미카와국으로 이주하여 도쿠가와씨를 모셨다. 그러나 마사카쓰의 대에 이르렀을 당시의 도쿠가와 가문은 몰락하여 영지인 미카와를 잃고 이마가와 요시모토의 휘하에서 명맥만을 유지하고 있었다. 사이고노쓰보네는 이 때 이마가와 씨의 명령으로 모친이 도토미로 시집을 가면서 태어났다.
성장하여 첫 남편과 결혼했으나 남편이 죽으면서 과부가 되었다. 이후 사촌 오빠인 사이고 요시카쓰(西郷義勝)가 상처하자 그와 재혼하여 1남 1녀를 두었다. 일각에서는 요시카쓰가 첫 남편이라는 설도 있다.
다케다 씨와의 전투에서 아키야마 노부토모(秋山信友)의 남하를 저지하던 중 요시카쓰가 전사하면서 또 다시 과부가 되었다. 이후 외숙부인 사이고 기요카즈(西郷清員)의 양녀 신분으로 도쿠가와 이에야스의 측실이 되었다. 그러나 1589년 28세의 나이로 사망하였다.
이후 도쿠가와 히데타다가 2대 쇼군으로 즉위하면서 사이고노쓰보네가 사이고 요시카쓰와의 사이에서 낳은 아들이 고산케 중 하나인 기슈 도쿠가와가의 당주 도쿠가와 요리노부와 통혼하는 등 사이고씨의 인척들은 큰 특혜를 입었다. 그러나 히데타다가 이에야스만큼 장수하지 못하면서 이들의 특권은 오래가지 못했다. 사이고노쓰보네의 외숙부이자 양부인 사이고 기요카즈의 가계가 아와국 도조의 다이묘를 지낸 이후 사이고씨는 점차 몰락하여 도쿠가와 쓰나요시 시대에 이르면 5천석의 하타모토 가문으로 전락하였다.

## 일화
- 이에야스의 측실들 중에서도 특히 총애를 받았던 것으로 알려져 있다. 또한 주위의 가신들과 시녀들에게도 좋은 평판을 유지하였다.
- 심한 근시였다는 설이 있다. 실제로도 특히 눈이 먼 여인들에게 관대하여, 그들에게 숙식과 의복을 제공하여 생계를 유지하도록 도와 주는 일이 잦았다. 이후 사망하자 많은 맹인 여인들이 그녀의 명복을 빌었다고 한다.

## 같이 보기
- 아즈치모모야마 시대

## 등장 작품
- 도쿠가와 이에야스 (1983년) NHK 대하드라마 주연: 다케시타 케이코)